# Libertà va cercando, ch'è sì cara
(Purgatorio canto I vv. 70-72)

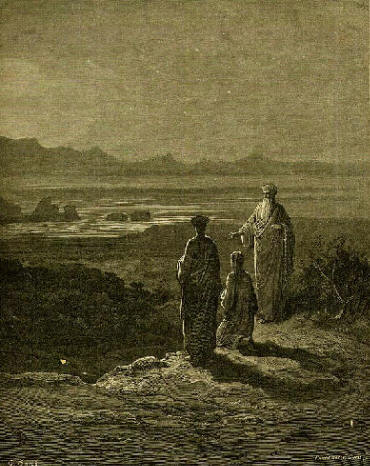
Gustave Doré: Catone

Libertà va cercando, ch'è sì cara è un verso di Dante (v. 71), del I canto del Purgatorio della Divina Commedia: sono le parole rivolte da Virgilio a Catone Uticense (custode dell'accesso al monte del Purgatorio) per presentargli Dante in quanto "cercatore di libertà"; il verso successivo  (come sa chi per lei vita rifiuta, v. 72), invece è riferito al suicidio di Catone. 
Il giudizio dantesco sul suicidio, esplicitamente condannato nel canto infernale di Pier della Vigna, è qui capovolto come eccezione, in virtù dello scopo eroico di libertà "politica" di quel gesto di Catone (come accennato nel De Monarchia, II 5, 15); la libertà ricercata da Dante è invece quella dal male, intrinseco nella condizione umana.